# Rolling Chocolate
SGK Rolling Chocolate ist ein Rollstuhlbasketballverein aus Heidelberg, der eine Abteilung der Sportgemeinschaft SG Heidelberg-Kirchheim ist. Die erste Mannschaft spielte in der Saison 2013/2014 in der 1. Bundesliga. Aktuell nimmt sie in der Regionalliga Mitte (RLM) teil.

## Geschichte
Die Sparte Rollstuhlbasketball im Jahr 1982 von sieben Aktiven gegründet. In Heidelberg war die Anzahl der für Rollstuhlfahrer geeigneten Sporthallen, die die besondere Anforderungen bezüglich der Zugänglichkeit sowie der Hygieneeinrichtungen erfüllen, begrenzt. Um die speziellen Interessen besser umsetzen zu können, wurde in Zusammenarbeit mit der Stadt Heidelberg und dem SG Heidelberg-Kirchheim e.V. eine Abteilung „Rollstuhlbasketball“ geschaffen, die dem klassischen Basketball zugeordnet ist. So konnte bereits Integration sowie die Anerkennung körperbehinderter Menschen erreicht werden.
Die erste Saison 1983/84 fand in der Verbandsliga Baden-Württemberg statt und konnte direkt mit dem Aufstieg in die Regionalliga Süd abgeschlossen werden. Es folgten mehrere Vizemeistertitel. 1995 gelang der Aufstieg in die 2. Bundesliga Süd.
Nach dem Gewinn diverser Meisterschaften konnten eine zweite und dritte Mannschaft gegründet werden. 2003 spielten zwei Teams in der 1. Bundesliga.
Aufgrund finanzieller Entwicklungen und dem Abgang einiger Spieler wurden einschneidende Entscheidungen umgesetzt. So wurden der Spielbetrieb in der 1. bzw. 2. Bundesliga freiwillig aufgeben.
Im Jahr 2007 haben sich die Rollstuhlbasketballer zu Rolling Chocolate umbenannt.
Zur Nachwuchsförderung wurde mit der Stephen-Hawking-Schule in Neckargemünd eine Sportkooperation geschlossen. Schüler können am Trainingsbetrieb teilnehmen. Auf diese Art wurden neue Spieler in das Team integriert, mit denen ein Wiederaufstieg bis in die 1. Bundesliga erreicht werden konnte.
2017 verließ Trainer Marco Hopp den Verein, als Nachfolgerin wurde Christa Weber engagiert. Unter ihrer Leitung gelang der Gewinn der Vizemeisterschaft in der 2. Bundesliga Süd.
Mit den Rolling Chocolate Heidelberg Talentz wurde eine neue Nachwuchsmannschaft geschaffen, die an der neu gegründeten Rookies Series teilnimmt. Es ist geplant, Mannschaften aus Einsteigern und schwächeren Spielern gegeneinander antreten zu lassen.

## Teamentwicklungen

### 1. Mannschaft
- 1995: Vizemeister 2. Bundesliga Süd
- 1997: Aufstieg in die 1. Bundesliga
- 1999: Teilnahme in der Pokalendrunde und am Willi-Brinkman-Europa-Cup
- 2001: Vizemeister, Gewinn des Willi-Brinkman-Europa-Cup
- 2002: Vizemeister
- 2003: Gewinn der Meisterschaft in der 1. Bundesliga
- 2005: Freiwilliger Abstieg in die 2. Bundesliga Süd
- 2006: 4. Platz Regionalliga Mitte
- 2008: Aufstieg in die 2. Bundesliga Süd
- 2013: Meister 2. Bundesliga und Aufstieg in die 1. Bundesliga
- 2014: Abstieg in die 2. Bundesliga Süd
- 2017: Vizemeister 2. Bundesliga Süd
- 2018: Vizemeister 2. Bundesliga Süd, Playoffteilnahme.

### 2. Mannschaft
- 1993: Gründung zweiten Mannschaft, Spielbetrieb in der Verbandsliga
- 1994: Aufstieg in die Oberliga-Süd
- 1996: Aufstieg in die Regionalliga
- 1998: Aufstieg in die 2. Bundesliga
- 2002: Teilnahme an der Finalrunde der Eurocups
- 2003: Gewinn der Meisterschaft in der 2. Bundesliga Süd
- 2005: Freiwilliger Abstieg in die Regionalliga, 4. Platz
- 2019: Zweite Mannschaft nimmt teil bei der offenen Turnierserie der Landesliga Baden-Württemberg teil.

### 3. Mannschaft
Zuletzt nahm die 3. Mannschaft 2016 an der Landesliga Baden-Württemberg teil, musste aber kurz vor Ende der Saison personalbedingt zurückgezogen werden.

### Damen
- 1993: Gründung eines vereinsübergreifenden Damenteams, das als SGK Heidelberg-Kirchheim an den jährlich stattfindenden deutschen Meisterschaft der Frauen teilnahm.
- 1998: 3. Platz bei der deutschen Meisterschaften
- 2003: Deutsche Vizemeister

### Kinder
1996 wurde eine integrative Kinder- und Jugendsportgruppe gegründet.

## Turniere

### Susanne Roemelt Gedächtnis Turnier
Seit 2005 findet nahezu jährlich das Susanne Roemelt Gedächtnis Turnier statt. Angefangen als Jedermann-Turnier hat es sich im Laufe der Jahre zu einem beliebten Vorbereitungsturnier deutscher Bundesligisten und europäischer Gäste entwickelt.
Die 13. Auflage des Turniers konnten die Hot Rolling Bears Essen gewinnen, das Team der Rolling Chocolates erreichte den 2. Platz.

## Bedeutende Spieler und Trainer

### Bedeutende Spieler

#### Aktuelle
- Klaus Weber (): Deutscher Meister 1994 und 2003, DRS-Pokalsieger 1993, Willi-Brinkmann-Cup-Sieger 2001
- Ralf Schwarz (): Deutscher Meister, deutscher Nationalspieler
- Lukas Jung (): Weltmeister (U23) 2013

#### Ehemalige
- Serdar Antac (): Deutscher Meister[2] 2003, Willi-Brinkmann-Cup-Sieger 2001, Türkischer Meister 2006, 2007, 2008 und 2009, Champions-Cup-Sieger 2008 und 2009, Kitakyushu-Champions-Cup-Sieger 2008 und 2009, Europameister (B-Gruppe) 2006
- Sascha Gergele (): Deutscher Meister 2003, Willi-Brinkmann-Cup-Sieger 2001, deutscher Nationalspieler
- Nico Dreimüller (): Deutscher Meister (U19) 2013, Weltmeister (U23) 2013[3], Deutscher Meister 2015 und 2017, DRS-Pokalsieger 2015, Champions-Cup-Sieger 2015
- Sebastian Spitznagel (): Deutscher Meister 2003, deutscher Nationalspieler
- Marco Hopp (): Europapokalsieger Willi Brinkmann Cup 2001, DRS Pokalsieger 2002, Deutscher Meister 2003, Champions Cup Endrunde 2003, Champions Cup Endrunde 2004
- Leon Schöneberg (): Weltmeister (U23) 2013
- Ulrich Süß (): Deutscher Meister 2003, deutscher Nationalspieler
- Benjamin Ryklin ()
- André Hopp ()
- Lars Lehmann ()
- Susanne Roemelt ()
- Silke Bleifuß ()

### Bedeutende Trainer
- Christa Weber (, 2001–2004, 2006–2009, seit 2017): Deutscher Meister 1994, 1997 und 2003, DRS-Pokalsieger 1993, Willi-Brinkmann-Cup-Sieger 2001, Trainerin deutsche Damennationalmannschaft, Trainerin deutsche Damennationalmannschaft (U 19)
- Marco Hopp (, 2009–2017): Assistant Coach U22-Nationalmannschaft 2007, Europameister mit der U22-Junioren-Nationalmannschaft 2012

## Sonstiges

### Namensgebung
Die Basketballabteilung der Fußgänger der SG Kirchheim hat sich im Juni 2007 angesichts des 50. Jubiläums der Basketballabteilung und des 25. Jubiläums der Rollis „White Chocolate“ getauft, angelehnt an den Spitznamen des ehemaligen NBA-Spielers Jason Williams. Die Fußgänger-Damenmannschaft nennt sich „Hot Chocolate“ und die Rollstuhlbasketballer entsprechend „Rolling Chocolate“.

### Spiel- und Trainingsstätten
Die Mannschaften der SGK Rolling Chocolate trainieren und spielen in der Halle 1 des Sportzentrums Süd in Heidelberg-Kirchheim.